# Rustická kapitála

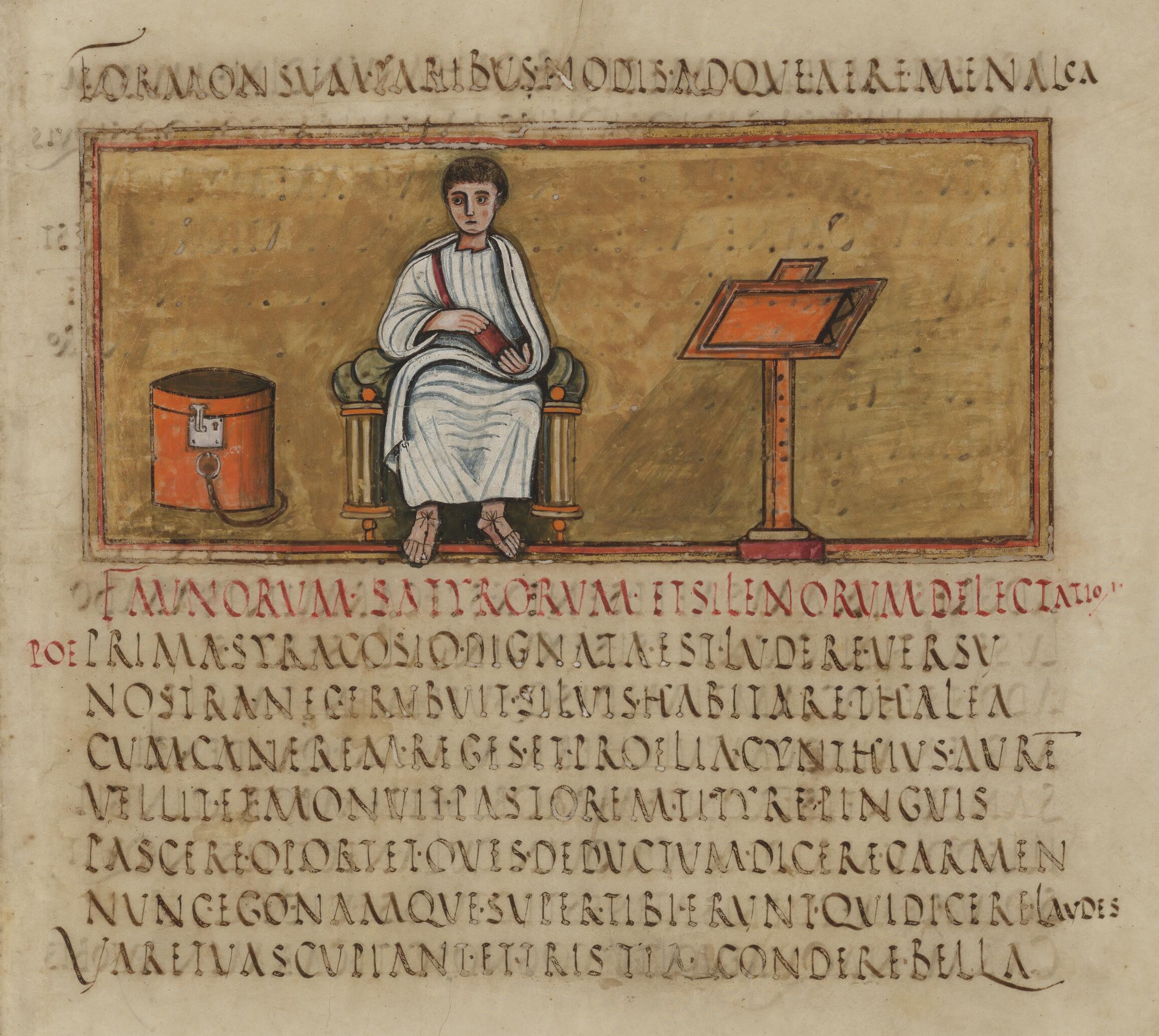
Rukopis Vergilius Romanus psaný rustickou kapitálou

Rustická kapitála (latinsky capitalis rustica) je označení pro kapitálu, která je užívaná jako hlavní kodexové písmo v 1. až 5. století, jako vyznačovací písmo přežívala dlouho do středověku. Označení rustická je původně pejorativní. Rustická kapitála má být méně elegantní než kvadrátní kapitála (proto také Giorgo Cencetti navrhoval místo rustická užívat název kanonizovaná kapitála, ovšem toto označení se nevžilo).
Písmena rustické kapitály jsou užší, mají výrazné obloučkovité serify a tahy svírají úhly 45–50°.